# Maurice Fenaille

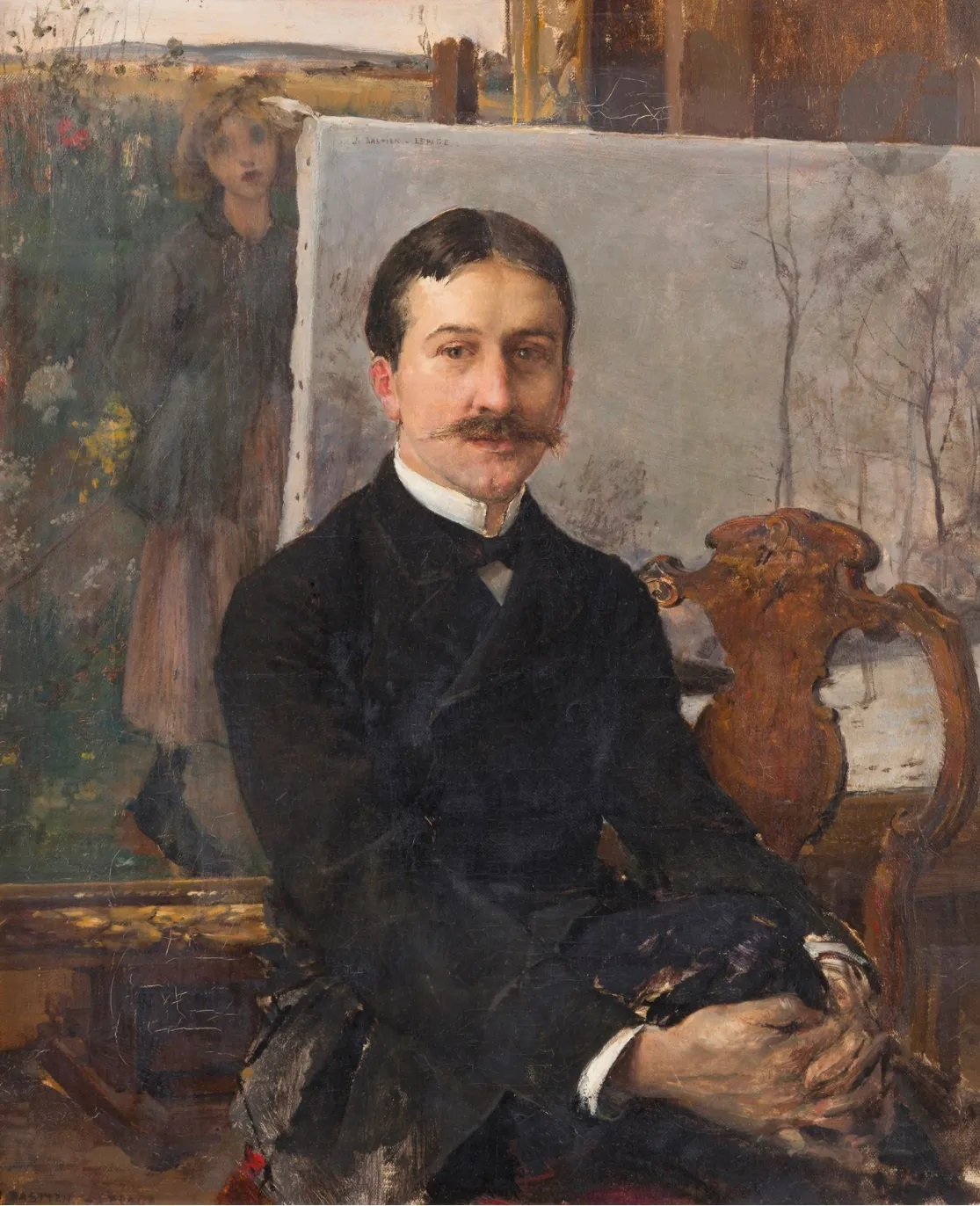
Portret door Jules Bastien-Lepage (1883)

Maurice Fenaille (Parijs, 2 juni 1855 - aldaar, 8 december 1937) was een Frans industrieel, kunsthistoricus en kunstmecenas.

## Levensloop

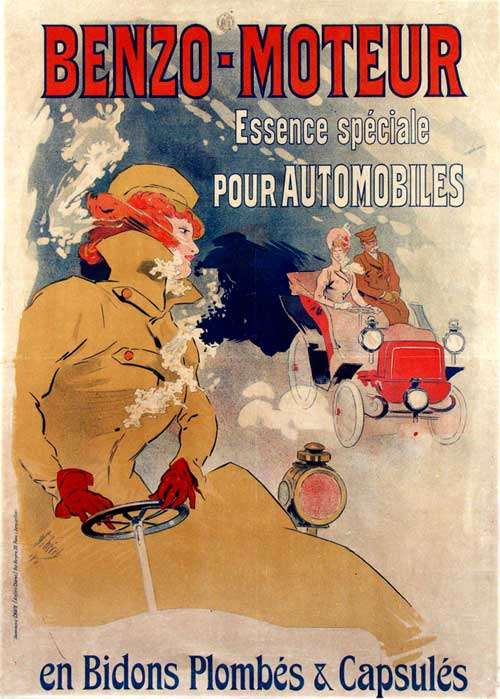
Affiche voor Benzo-Moteur

Fenaille was een van de eerste grote importeurs van petroleum in Frankrijk. Hij was actief in het familiebedrijf Fenaille et Despeaux, dat was gespecialiseerd in de import, raffinage en verkoop van petroleum en zijn afgeleiden. In 1865 bracht deze firma saxoléine op de markt, een geraffineerde olie bestemd voor verlichting. In 1883 volgde hij zijn vader op in het bedrijf. Rond de eeuwwisseling commercialiseerde Fenaille Benzo-Moteur, een brandstof voor auto's en vliegtuigen. Ook de smeermiddelen saxol en oléonaphtine bracht hij op de markt.
Na de Eerste Wereldoorlog was het bedrijf een van de grootste importeurs van petroleum in Frankrijk geworden. Het veranderde van naam naar La Pétroléenne en vanaf 1936 Standard Française des Pétroles. Later, na de dood van Fenaille werd dit in 1952 Esso Standard.
In 1887 huwde Fenaille met Marie Colrat, afkomstig uit het dorp Montrozier (Aveyron) dichtbij Rodez. Hij maakte van het familiekasteel waar zijn echtgenote was opgegroeid, zijn zomerverblijf en zette zich in voor de economische ontwikkeling van de streek. Hij opende er een sanatorium, een landbouwschool en een atelier voor wandtapijten.
Fenaille was een kunstliefhebber en mecenas. Hij plaatste bestellingen bij kunstenaars als Maurice Denis, Henri Martin, Antoine Bourdelle, Jules Chéret en Auguste Rodin om zijn eigendommen te verfraaien of om zijn naasten te portretteren. Daarnaast bestudeerde hij de oude kunst, in het bijzonder die van de 18e eeuw. Hij schreef verhandelingen over wandtapijten en gravures uit die periode. Hij bouwde een grote kunstcollectie uit, waarvan hij een groot deel schonk aan musea. Hij financierde ook de aankoop van het schilderij Het Turkse bad van Ingres door het Louvre.
Hij kocht in 1908 het vervallen renaissancekasteel van Montal in Saint-Jean-Lespinasse (Lot) aan en liet het restaureren. Hetzelfde deed hij met het renaissancehuis Hôtel de Jouéry (16e eeuw) in Rodez. Hij kocht dit aan in 1913 om het te behoeden voor de sloop. Hij liet het restaureren tussen 1923 en 1923 en schonk het vervolgens aan de Société des lettres, sciences et arts de l'Aveyron. In 1937, kort voor zijn dood, werd hier het Musée Fenaille in geopend.

## Galerij

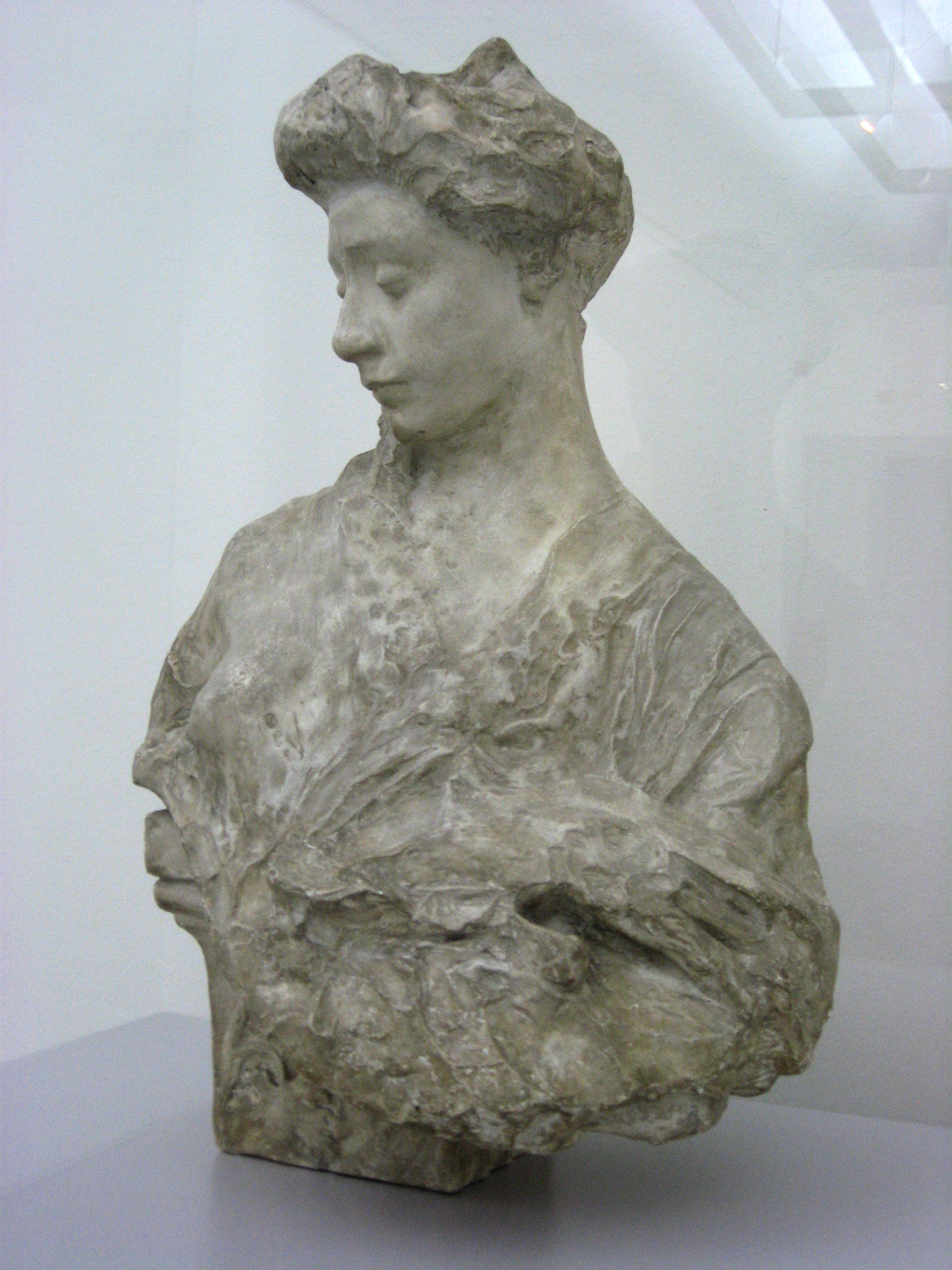
Madame Fenaille (Auguste Rodin, Stedelijk Museum Amsterdam)
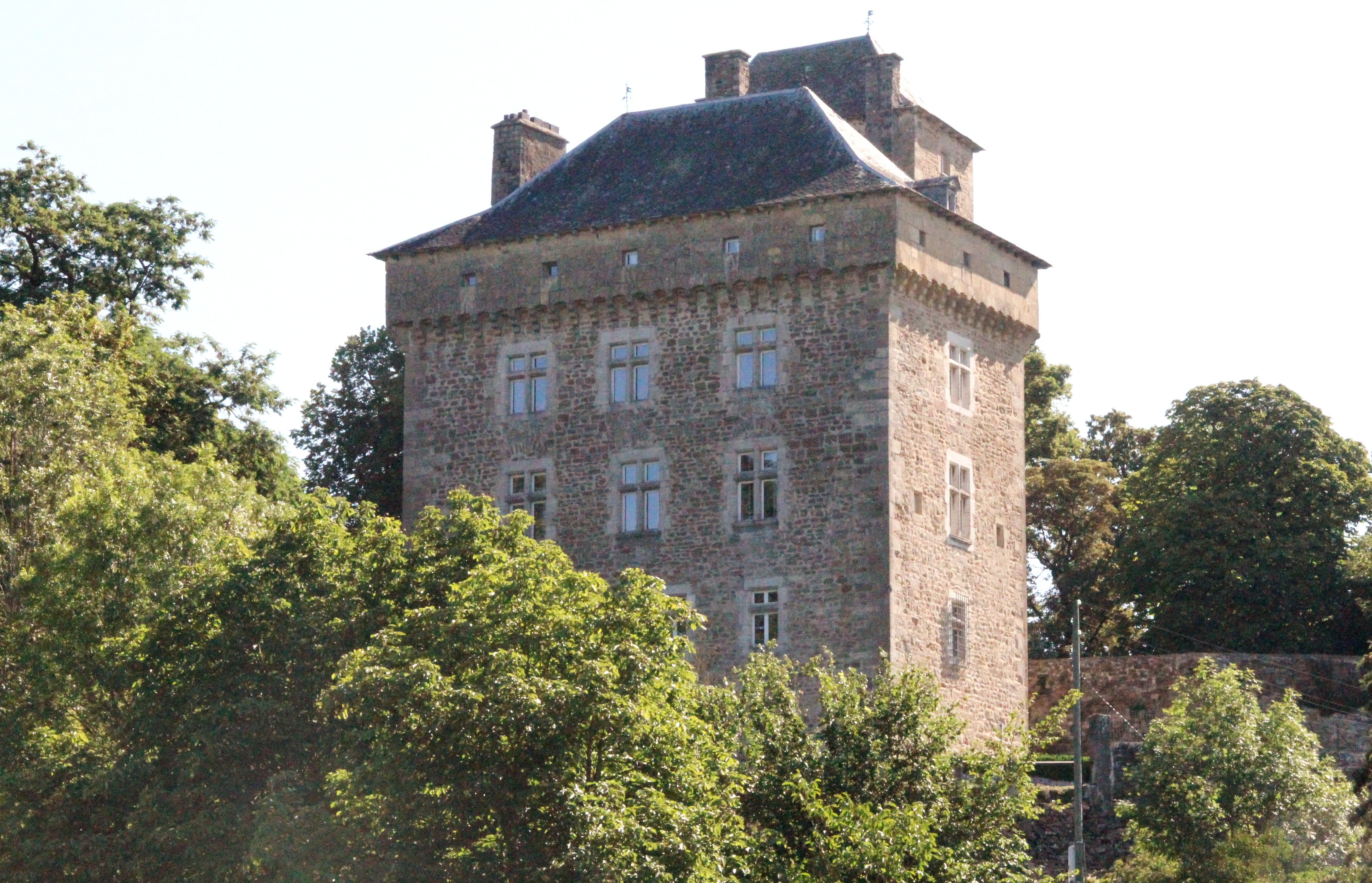
Kasteel van Montrozier
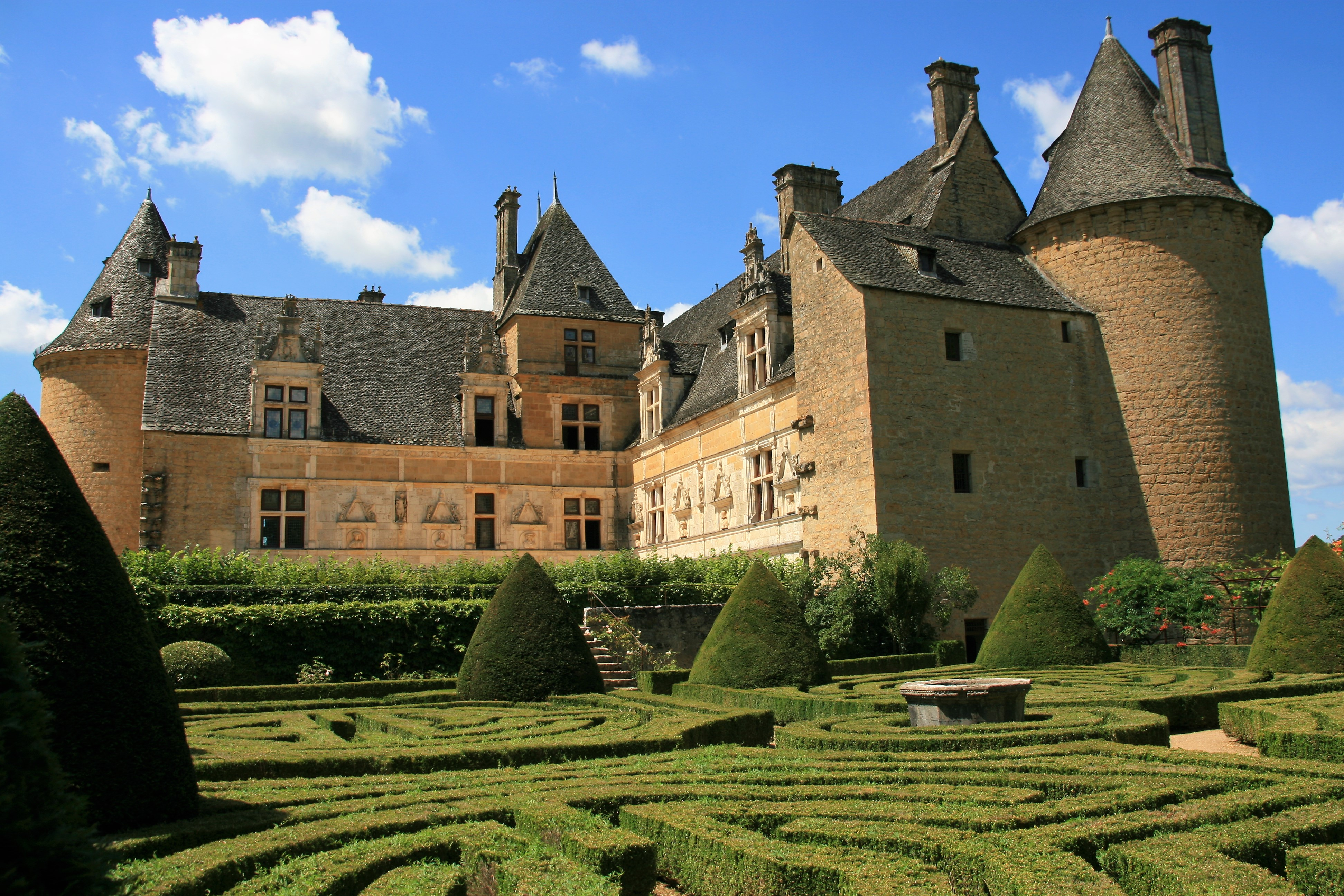
Kasteel van Montal
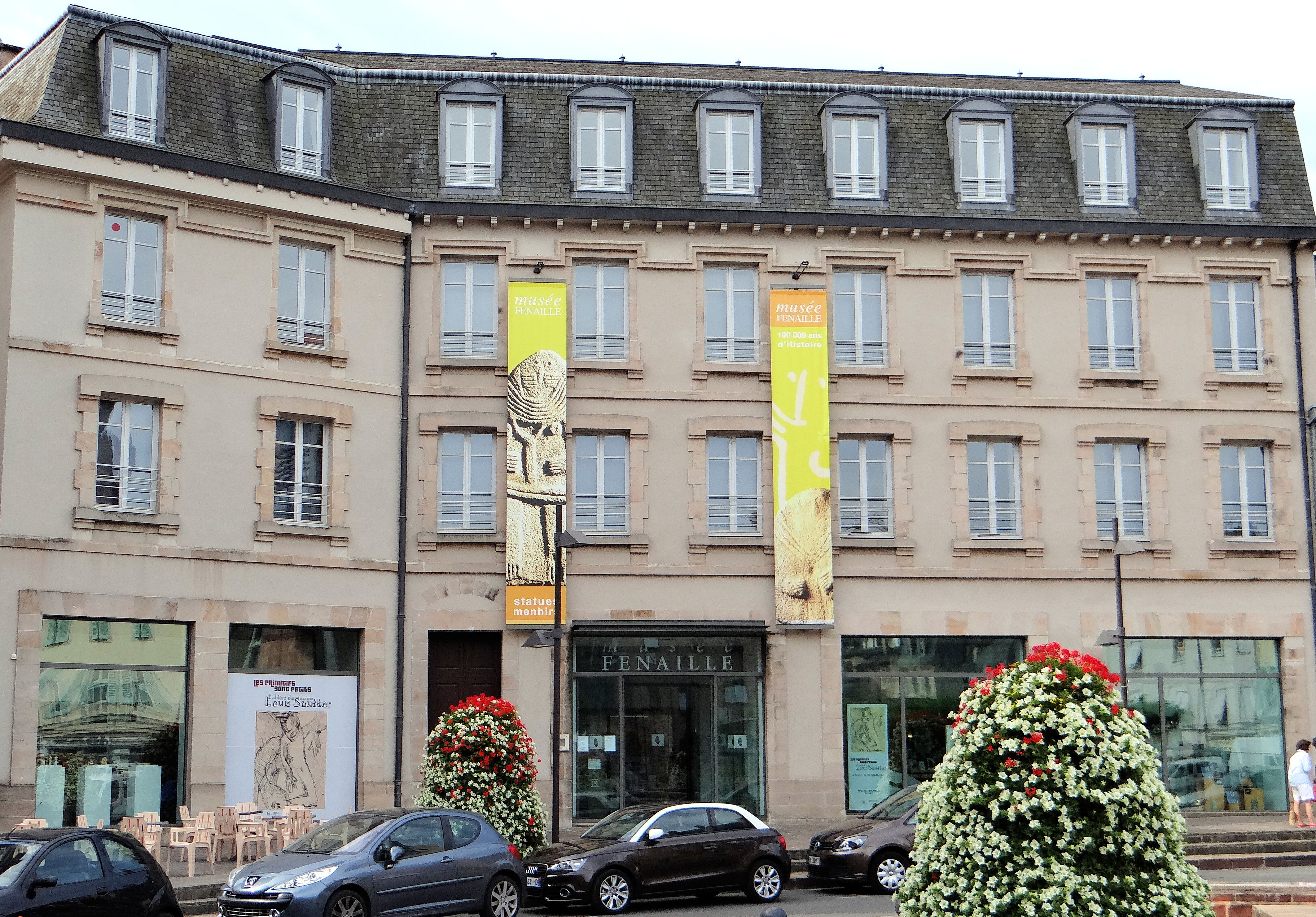
Musée Fenaille
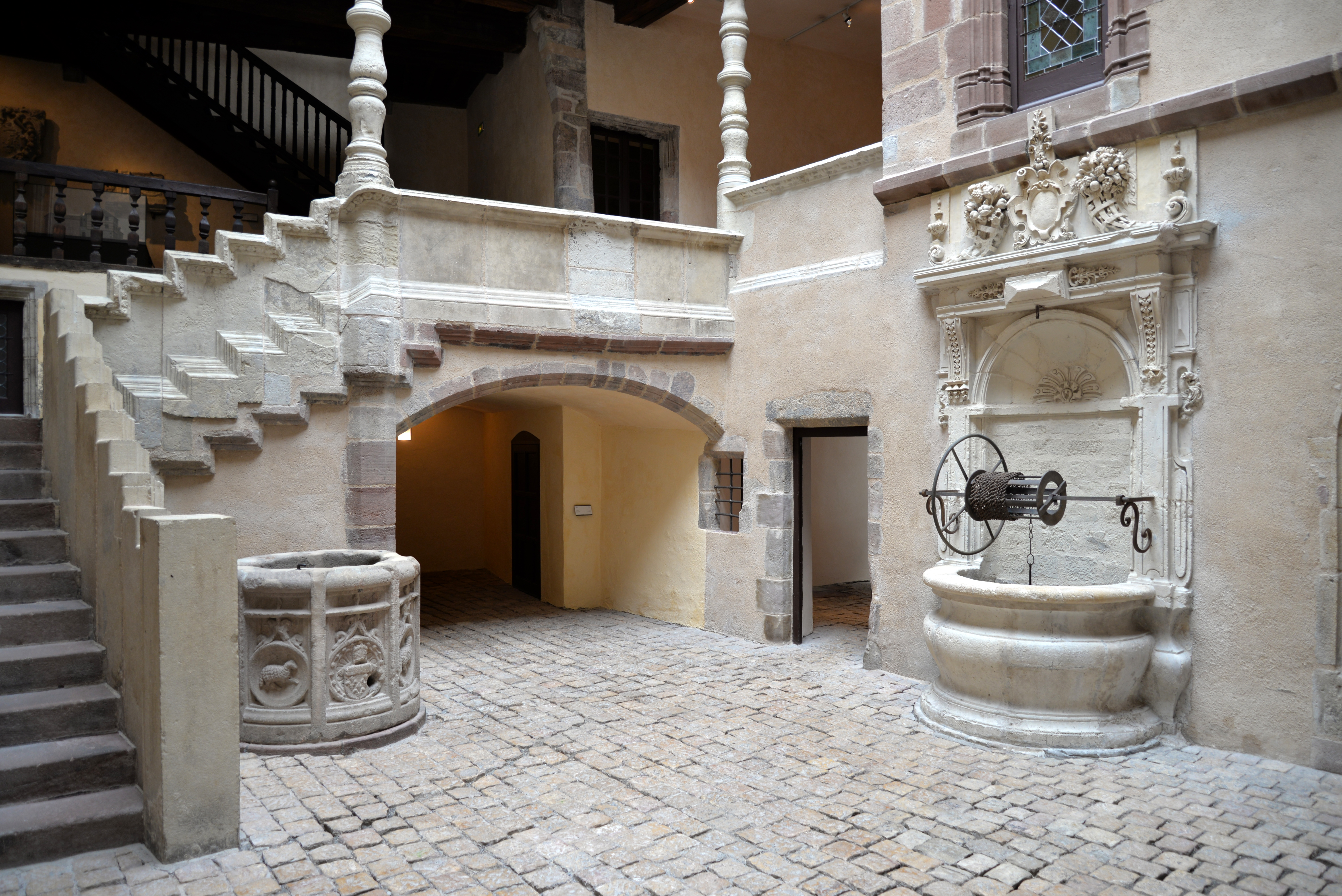
Binnenplaats van het Hôtel de Jouéry